# Frank W. Buxton
Pour les articles homonymes, voir Buxton.
Frank W. Buxton (né le 24 octobre 1877 à Woonsocket, Rhode Island et mort le 6 septembre 1974 à Newton, Massachusetts) est un journaliste américain, connu pour avoir été lauréat du prix Pulitzer en 1924.
Après des études au lycée Woonsocket jusqu'en 1896, il étudie à l'université de Harvard où il obtient son diplôme en 1900.
Il entre comme journaliste au Woonsocket Evening Call puis, en 1901, au Boston Advertiser, où pendant les trois années suivantes, il réalise des reportages et des éditoriaux à New York, à Louisville et Atlanta. En 1904, il entre au Boston Herald, comme journaliste d'abord, puis comme rédacteur en chef, jusqu'à devenir responsable de l'édition du dimanche.
Il démissionne pour entrer dans le monde de la publicité. Pendant la Première Guerre mondiale, il est employé comme expert et assistant du directeur de la Division de la planification et des statistiques du United States Shipping Board.
La paix revenue, il devient vice-président et directeur des marchandises de la société E. T. Slattery de Boston.
En 1922, il revient pourtant au Boston Herald en tant que rédacteur en chef. En 1924, il reçoit le prix Pulitzer pour un article publié l’année précédente intitulé « Who Made Calvin Coolidge? » qui ne contient que 9 paragraphes et qui analyse le succès du Président des États-unis récemment élu. L'article fut souvent critiqué.
En 1945, le président Truman le nomme au sein d'une commission d'enquête anglo-américaine sur les problèmes des Juifs en Europe et en Palestine. Quatre mois plus tard, le comité appelle à ce que la Palestine accueille 100 000 Européens de confession juive, rejette catégoriquement l’idée de la création d’un État juif et repousse les revendications arabes.
De 1928 à 1961, il est élu au Conseil d'administration de la Bibliothèque publique de Boston.